# Lo spopolatore
Lo spopolatore è un racconto di Samuel Beckett scritto in francese (Le Dépeupleur) nel 1966, poi abbandonato quindi ripreso, completato e pubblicato nel 1970 dalle Éditions de Minuit di Parigi. In inglese, tradotto dall'autore stesso con il titolo The Lost Ones, è uscito presso Calder di Londra nel 1972. La traduzione in italiano, di Renato Oliva, è apparsa insieme a Senza per la prima volta nella collana Einaudi Letteratura della casa editrice di Torino nel 1972.

## Trama
Corpi sparsi cercano i propri compagni perduti in un cilindro alto 16 metri e dalla circonferenza larga 50 metri, con la temperatura che passa da 5° a 25° gradi Celsius, più volte, anche assai rapidamente. Ce ne sono 200, circa uno per metro quadrato, e solo poche nicchie nella metà superiore del cilindro, in cui rifugiarsi. Alcune nicchie sono collegate da gallerie di difficile percorrenza. Chi si cerca a volte è in relazione amorosa, alcuni sono anche sposati, ma non per questo è facile che si incontrino. In un'atmosfera di derivazione infernale o forse più legata al purgatorio (Divina Commedia), ci sono scale (ma sono vecchie scale a pioli, i cui gradini a volte vengono staccati e usati come armi), spinte, nessuna solidarietà, anche se rari e fugaci amplessi, condizioni di disumanità, scontro tra ideali diversi.

## Adattamenti
- La compagnia newyorkese dei Mabou Mines lo hanno rappresentato, sebbene con il permesso dell'autore che ne chiedeva una semplice lettura, come azione teatrale nel 1974.
- Unmakeablelove Installazione di Sarah Kenderdine e Jeffrey Shaw nel 2008.
- Peter Brook lo ha rappresentato in teatro nel 2013.

## Edizioni
- Samuel Beckett, Le Dépeupleur, Éditions de Minuit, Paris, 1970
- id., The Lost Ones, Calder, London, 1972
- id., Lo spopolatore, in Senza e Lo spopolatore, trad. Renato Oliva, "Einaudi Letteratura", Einaudi, Torino, 1972
- id., Lo spopolatore, in L'immagine. Senza. Lo spopolatore, trad. Renato Oliva, "Nuovi coralli", Einaudi, Torino, 1989
- id., Lo spopolator, in Racconti e prose brevi, a cura di Paolo Bertinetti, "Letture", Einaudi, Torino, 2010, ISBN 978-88-06-20215-6